# 曹桓公
曹桓公（？—前702年），即姬終生，為中國春秋時期諸侯國曹國君主之一，他為曹穆公兒子，承襲曹穆公擔任該國君主，公元前756－前702年在位，在位55年。
根據《禮記·檀弓下》載，曹桓公卒於討秦戰爭（「 諸侯伐秦，曹桓公卒于會」）至於《春秋》則僅登載桓公逝世月份；如《春秋左傳》：「桓公十年夏五月，葬曹桓公。」《春秋穀梁傳》：「桓公十年夏五月，葬曹桓公。」